# Brand New
Brand New — американская рок-группа из Лонг-Айленда, Нью-Йорк. Коллектив был основан в 2000 году. В состав коллектива вошли: Джесси Лэйси (вокал, гитара), Винсент Аккарди (гитара, вокал), Гаррет Тирни (бас-гитара, вокал) и Брайан Лейна (ударные, перкуссия). Позже к ним присоединился Бенджамин Хомола (ударные) для участия в живых выступлениях. С 2005 по 2013 год в Brand New также был Деррик Шерман (гитара, бэк-вокал, клавишные). Группа признана одной из самых влиятельных на эмо-сцене 2000-х годов.
В конце 1990-х годов в Левиттауне, штат Нью-Йорк, Джесси Лейси, Гаррет Тирни и Брайан Лейн были членами группы Rookie Lot. В итоге они покинули коллектив и в 2000 году основали Brand New в Меррике, Нью-Йорк. Группа подписала контракт с Triple Crown Records и в 2001 году выпустила свой дебютный студийный альбом Your Favorite Weapon. Их второй альбом, Deja Entendu, был выпущен в 2003 году. Оба сингла с этого альбома («The Quiet Things That No One Ever Knows» и «Sic Transit Gloria… Glory Fades») вошли в ротацию MTV 2 и Fuse TV. Эти песни группы также вошли в топ- 40 синглов чарта Великобритании. Deja Entendu в итоге получил статус золотого альбома в США.
Brand New перешли на Interscope Records и выпустили в 2006 году второй альбом The Devil and God Are Raging Inside Me. Песня «Jesus Christ» стал их самым высоким чартовым синглом в США, достигнув номера 30 в хит-параде альтернативных песен. В марте 2008 года группа основала собственный лейбл Procrastinate! Music Traitors. Четвёртый альбом, Daisy, был выпущен в 2009 году и стал самым высоким чарт-альбомом группы в США, заняв шестое место в Billboard 200. Затем коллектив выпустил ещё два сингла: «Mene» в апреле 2015 года и «I Am a Nightmare» в мае 2016 года. Пятый альбом группы Science Fiction вышел 17 августа 2017 года. Он стал первым альбомом Brand New, занявшим верхнюю строчку чарта Billboard 200.
Вскоре фронтмен коллектива Джесси Лэйси заявил, что группа прекратит свое существование в 2018 году.

## История группы

### Создание коллектива иYour Favorite Weapon(2000—2002 гг.)
До официального образования Brand New в конце 1990-х Джесси Лейси, Гаррет Тирни и Брайан Лейн были членами пост-хардкор-группы Rookie Lot. Брэндон Рейли и Алекс Данном играли в Crime in Stereo. The Rookie Lot распались и некоторое время не играли, пока Лейси, Лэйн и Тирни снова не начали репетировать. Вскоре они пригласили в группу гитариста Винсента Аккарди, который играл в группе под названием One Last Goodbye.
В 2000 году они основали Brand New в подвале в Меррике, штат Нью-Йорк. Группа получила известность на местной альтернативной сцене, сыграв шоу с рок-современниками Midtown и постхардкорными группами (такими, как Glassjaw). Параллельно с выступлениями коллектив выпустил демо из четырех песен. Brand New подписали контракт с лейблом Triple Crown Records сразу после своего второго концерта.
Дебютный студийный альбом Brand New Your Favorite Weapon был продан тиражом более 50000 копий. Соглашение со звукозаписывающей компанией дало Brand New возможность гастролировать, играя вместе с такими группами, как Taking Back Sunday и Finch. Единственным синглом, выпущенным с альбома Your Favorite Weapon, стала композиция Jude Law and a Semester Abroad.

### Deja Entenduи признание группы (2003—2004 гг.)
Второй студийный альбом под названием Deja Entendu группа выпустила на лейбле Razor & Tie / Triple Crown в июне 2003 года. А в октябре 2003 года пластинка вышла в Европе и Австралии. Deja Entendu дебютировал под номером 63 в чарте Billboard 200. Всего через семь недель продажи альбома достигли 51 000 экземпляров, превысив показатели первого альбома группы. В мае 2007 года, через четыре года после выхода Deja Entendu, Американская ассоциация звукозаписывающей индустрии выдала сертификат на золотой статус альбома за продажу более 500 000 копий в Соединенных Штатах. Первым синглом с Deja Entendu стала композиция «The Quiet Things That No One Ever Knows», которая вышла в радиоэфире в июле 2003 года. Вторым синглом стала песня «Sic Transit Gloria… Glory Fades». Оба сингла вошли в ротацию на телеканале MTV. После этого группа дебютировала в популярном телевизионном шоу Jimmy Kimmel Live!. Песни также вошли в топ-40 в британском чарте синглов, а «The Quiet Things That No One Ever Knows» достиг 37 места в чарте альтернативных песен Billboard.
Успех Deja Endendu позволил группе отправиться в совместные туры вместе с New Found Glory, Good Charlotte, Dashboard Confessional и Blink-182. Группа продолжила выступать в качестве хедлайнера фестиваля Bamboozle с My Chemical Romance, Alkaline Trio, Thrice, The Starting Line, Fall Out Boy, Bouncing Souls, Straylight Run и Flobing Molly.
К концу года группа возглавила рейтинг панк-групп среди музыкальных критиков . Альбом Deja Entendu был описан как «знаковый альбом так называемого эмо-панка». Успех Brand New спровоцировал борьбу лейблов за контракт с музыкантами. В итоге коллектив подписал новое соглашение с компанией DreamWorks Records, которая затем перешла Interscope Records.

### The Devil and God Are Raging Inside Meи продолжение деятельности группы (2005—2007)
В конце 2005 года Brand New начали запись своего третьего альбома в Оксфорде, штат Миссисипи. В январе 2006 года девять треков, записанных для альбома, просочились в Интернет. Изначально некоторые СМИ опубликовали информацию о том, что новый альбом группы должен выйти 10 октября 2006 года. Позже на официальном сайте группы появилось сообщение: выход альбома состоится 21 ноября 2006 года в Северной Америке и днем ранее в Европе. Вскоре после этого были опубликованы трек-лист и обложка, а также новая информация о выпуске первого сингла — Sowing Season. Песня начала транслироваться по радио 19 октября 2006 года и появилась на странице группы в MySpace днем позже. По словам Лэйси в радиоинтервью из Великобритании (BBC Radio 1), название The Devil and God Are Raging Inside Me (с англ. — «Дьявол и Бог бушуют внутри меня») взято из разговора, который он вел со своим другом о музыканте Дэниеле Джонстоне, страдающим биполярным расстройством. Этот альбом группы стал самым популярным Brand New и считается одним из лучших пластинок 2000-х годов.
В конце декабря 2006 года было выпущено видео на первый сингл с альбома, снятое на инструментальный трек «Untitled». 16 января 2007 года «Jesus Christ» был объявлен следующим официальным синглом. Эта песня достигла 30 места в чарте альтернативных песен Billboard, став самым популярным хитом Brand New. 19 января группа исполнила эту песню в вечернем шоу Конана О’Брайена.
В октябре 2007 года группа объявила на своем официальном сайте, что новая песня под названием «Fork and Knife» будет выпущена в сети 23 октября 2007 года. Эта композиция представляет из себя ранее записанную версию песни, известной как «Untitled 7» из просочившихся ранее демо. «Fork and Knife» был выпущен как трек для цифровой загрузки, без альбома.

### АльбомDaisy(2008—2011)
В марте 2008 года у Brand New появился собственный лейбл Procrastinate! Music Traitors.
В октябре того же года было заявлено, что Brand New находятся в студии и записывают вокал для нового альбома. Однако летом 2009 года дата релиза была отложена до октября. Об этом группа заявила во время живого выступления на фестивале Glastonbury 2009, где Brand New исполнили две новые песни, условно названные «Bride» и «Gasoline». Группа играла на главной сцене на фестивалях Рединга и Лидса в августе 2009 года. Оба выступления на фестивале были сняты BBC, однако Brand New отказалась от прав BBC на трансляцию выступлений на телевидении или на веб-сайте телерадиокомпании.
22 сентября 2009 года вышел новый альбом группы, который получил название Daisy. Первым синглом альбома стала композиция At the Bottom. Пластинка коллектива дебютировала под номером шесть в чарте Billboard 200 в США. Это было первое попадание коллектива в топ-20 престижного музыкального хит-парада.
Вскоре после выхода Daisy появились слухи о том, что этот альбом станет последним в истории коллектива. На вопрос, верна ли эта информация, Лейси ответил: "Не думаю, что это права. Возможно, это будет наша последняя полнометражная запись на некоторое время, но у нас много композиций, которые мы еще хотим записать…. ".
В апреле 2010 года на одном из шоу в Нью-Йорке было объявлено, что группа выполнила свои обязательства перед Interscope Records, и теперь у нее нет контракта с лейблом.
21 ноября 2011 года группа переиздала свой дебютный альбом Your Favorite Weapon, добавив в него бонусные треки.

### Science Fictionи распад группы (2012—2018)
19 июня 2014 года на сайте группы было официально объявлено, что коллектив записывает новый материал, а также занимается созданием собственной студии звукозаписи.
На своем выступлении 8 апреля 2015 года в Денвере, штат Колорадо, группа исполнила новую песню, указанную в сет-листе группы «Don’t Feel Anything», которая позже получила название Mene. Вторая новая песня «Sealed to Me» была впервые представлена публике в Лос-Анджелесе, штат Калифорния, 15 апреля. 26 сентября 2016 года группа объявила, что последний альбом, который ранее был обещан фанатам, не будет выпущен в 2016 году. 15 августа 2017 года группа объявила в Instagram, что их пятый альбом выйдет в октябре 2017 года. Альбом Science Fiction получил признание критиков и коммерческий успех, поскольку стал первой работой Brand New, занявшей первое место в Billboard 200.
В конце 2017 года Лейси обвинили в сексуальных домогательствах, имевших место в начале и середине 2000-х годов. Он опубликовал официальные извинения на странице Brand New в Facebook. Однако с ноября 2017 года группа прекратила публичные выступления, ни подтверждая и не отрицая распад коллектива.
31 декабря 2018 года в Интернет просочилась новая песня группы под названием «Simple Man».

## Участники группы

### Текущий состав
- Винсент Аккарди — гитара, бэк-вокал (с 2000 года по настоящее время)
- Джесси Лэйси — вокал, ритм-гитара (с 2000 года по настоящее время)
- Брайан Лейн — ударные, перкуссия (с 2000 года по настоящее время)
- Гаррет Тирни — бас-гитара, бэк-вокал (с 2000 года по настоящее время)

### Бывшие участники
- Деррик Шерман — клавишные, гитара, бэк-вокал (2005—2013 гг.)

## Дискография
- Your Favorite Weapon (2001 г.)
- Deja Entendu (2003 г.)
- The Devil and God Are Raging Inside Me (2006 г.)
- Daisy (2009 г.)
- Science Fiction (2017 г.)